# Степанов, Грин Исакович
Грин Исакович Степанов — советский хозяйственный, государственный и политический деятель.

## Биография
Родился в 1931 году. Член КПСС с 1956 года.
С 1948 года — на хозяйственной, общественной и политической работе. В 1948—1991 гг. — старший пионервожатый в школе, студент, секретарь комитета комсомола, участковый нормировщик шахты «Хацапетовка Западная» в городе Енакиево Донецкой области, второй секретарь, первый секретарь Енакиевского ГК ЛКСМ Украины, инструктор, заместитель заведующего, заведующий отделом комсомольских организаций ЦК ЛКСМ Азербайджана, секретарь Шаумяновского РК КП Азербайджана, слушатель ВПШ, инспектор отдела организационно-партийной работы ЦК КП Азербайджана, первый секретарь Кировского РК КП Азербайджана города Баку.
Избирался депутатом Верховного Совета Азербайджанской ССР 9-10-го созывов.
С 1990 года жил в Москве.
Жена — Степанова Эльза Акоповна (1933 г.р.)